# 아논
《아논》(영어: Anon)은 2018년 영국의 SF 스릴러 영화로, 앤드루 니콜 감독의 작품이다. 모든 것이 감시되고 익명성과 사생활이 없는 미래 사회를 배경으로 익명 범죄를 저지르는 해커와 그를 뒤쫓는 형사의 이야기를 다룬다. 어맨다 사이프리드가 익명의 해커 역을, 클라이브 오언이 주인공 형사 역을 맡았다.
2018년 5월 4일 넷플릭스에 공개되었고, 5월 11일 영국 극장에 개봉했다.

## 줄거리
가까운 미래, 사람들은 누구나 '심안(Mind's Eye)'이라는 증강현실 장치를 지니고 있으며 눈으로 보는 모든 것을 분석하고 기록한다. 모든 데이터는 '에테르(The Ether)'라 불리는 네트워크에 업로드되고, 수사기관은 이를 이용해 개인의 모든 기록을 감시하며 범죄자를 검거한다.
주인공 살 프리랜드는 경찰청 소속 1급 형사로, 사람들의 개인 기록을 조사해 범죄 수사 의뢰를 처리하지만 냉정하지 않고 인간적인 융통성을 지닌 수사관이다. 그 이면에는 잠깐의 부주의로 어린 아들을 사고로 잃고 아내와 결별한 과거의 아픔을 품고 있으며, 죽은 아들의 기록을 되짚으며 아들을 그리워 하고 있다. 살은 어느 날 출근길에 여자를 지나치는데, 다른 사람들과 달리 여자는 개인정보가 뜨지 않았다. 의아하게 여기지만 대수롭지 않게 넘기고 출근한 살에게는 의문의 살인사건들이 기다리고 있었다. 살인자는 피해자의 심안을 해킹해서 자기쪽 시각으로 바꾼 뒤 어리둥절한 피해자를 총살하였으며, 이 때문에 살인자를 특정할 수 없었다. 수사기관은 조사 끝에 피해자들이 어떤 여자와 기록 삭제를 거래한 후 살해되었음을 알아냈고, 살은 출근길에 마주친 여자가 관련이 있다고 추정한다.
곧 한 레즈비언 커플의 살인사건이 발생하고 이를 계기로 살은 직접 증권 거래사로 위장하여 해커와 거래하기로 한다. 일부러 매춘부와 만난 뒤 기록을 삭제하고 싶다며 해커를 불러내고, 동료 수사관이 옆방에 잠복한 상태로 드디어 살은 여자와 만난다. 그러나 조금 가까워지려는 찰나 여자는 의심하며 살에게 총을 겨누고, 신원을 특정하려던 경찰의 시도는 실패한다. 살은 이번에는 마약 거래 기록을 지우고 싶다며 여자와 만난다. 여자는 살의 기록을 지운 뒤 코카인을 같이 흡입하고는 살과 섹스한다. 섹스 후에, 살이 경찰관임을 안 여자는 도주한다. 살이 방을 나가 보니 옆방의 동료는 이미 죽어 있었다. 실패에 대한 책임으로 살은 수사에서 제외된다.
살에게 속은 뒤 익명의 여자는 살의 심안을 조종해서 그를 괴롭히기 시작한다. 시각 정보를 조종해 행동에 혼란을 주고 죽은 아들의 기록을 삭제함으로써 살을 절망케 한다. 살은 이웃을 죽였다는 조작된 혐의로 인해 정직되고, 부하 형사 사이러스의 사생활 감시 하에 가택연금을 당한다. 그러나 살은 눈을 감아 시각 정보를 통제함으로써 감시에서 벗어나고, 여자의 집을 찾아내어 여자와 재회한다. 그런데 여자가 말하기를 자신은 살인자가 아니며, 누군가가 그녀의 고객을 만나 죽이고 자신이 한 것처럼 꾸미고 있다고 말했다.
살은 더 철저한 감시를 당하게 되는데, 여자에게서 곧 만나자는 메시지가 오고, 갑자기 살의 심안이 해킹되어 살인자의 것으로 바뀐다. 살은 당황한 채 살인자의 총에 맞지만 그것은 진짜 살인자를 끌어내기 위한 여자의 유인책이었다. 살인사건의 진짜 범인은 살의 부하 사이러스였으며, 여자의 협력자였으나 자의적인 판단과 집착으로 고객을 전부 살해한 것이었다. 살은 해킹당한 시각 대신 직관을 따라 사이러스를 쏘아 죽인다. 이후 경찰청에서 사이러스 자체가 조작된 인물이었음이 밝혀진다.
일이 끝난 후 살은 여자를 처음 만났던 공원에서 다시 여자와 만난다. 여자는 자신의 간략한 과거와 정체를 숨겼던 이유, 방법을 이야기해주고, 사라진다.

## 출연진
- 클라이브 오언 - 살 프리랜드
- 어맨다 사이프리드 - 익명의 여자
- 콜름 피오 - 찰스 "찰리" 개티스
- 마크 오브라이언 - 사이러스 프리어
- 소냐 왈거 - 크리스틴 (살의 전 부인)
- 조 핑거 - 레스터 헤이건 (살의 동료 수사관)
- 이도 골드버그 - 조지프 케닉
- 서배스천 피것 - 바디 형사
- 콘래드 코츠 - 푹스 형사
- 메이코 응우옌 - 다이어 형사
- 이선 타바레스 - 살바도르
- 앨리슨 배스 - 크리스털

## 제작 과정
2016년 1월 클라이브 오언이, 3월 어맨다 사이프리드가 캐스팅되었다.
주요 촬영은 2016년 9월 초 시작되었다. 촬영지는 뉴욕시와 토론토이며,  많은 장면이 토론토 대학교 스카러버 캠퍼스에서 촬영되었다.